# Vlag van Gambia

Vlag van Gambia (ratio 18:27)

De nationale vlag van Gambia bestaat uit een horizontale driekleur van rood, blauw en groen, waarbij de drie kleuren van elkaar gescheiden worden door witte strepen. De vlag werd ontworpen door Pa Thomasi en is op 18 februari 1965 officieel aangenomen.

## Symboliek
De vier kleuren in de vlag hebben elk een symbolische betekenis. Het rood bovenaan symboliseert de zon en de savanne. De blauwe streep verwijst naar de rivier de Gambia. Het groen staat voor het land en de bossen. De witte strepen symboliseren de vrede.

## Ontwerp
De rode, blauwe en groene baan zijn niet allemaal even groot: de rode en groene zijn anderhalf keer zo hoog als de blauwe. De rode en groene baan nemen ieder een derde deel van de totale hoogte in, de blauwe baan 2/9. Samen met de witte strepen neemt de blauwe baan echter ook een derde van de hoogte in. De witte strepen nemen samen dus 1/9 van de hoogte in; ieder afzonderlijk 1/18.

## Geschiedenis
Tot de onafhankelijkheid in 1965 behoorde Gambia tot het Verenigd Koninkrijk. Tussen 1821 en 1888 was het een deel van Brits-West-Afrika en werd de vlag van die kolonie gevoerd (een blauw Brits vaandel met het koloniale embleem). In 1888 werd Gambia een aparte kolonie en werd de vlag aangepast, omdat het embleem werd aangepast.

Vlag van Brits-West-Afrika, 1870-1888
Vlag van de Britse gouverneur, 1870-1888
Vlag van Brits-Gambia, 1888-1965
Vlag van de Britse gouverneur, 1888-1965
Vlag van de Britse gouverneur, 1965-1970

Ten tijde van de Senegambiaanse confederatie (1982-1989) is de vlag niet veranderd.

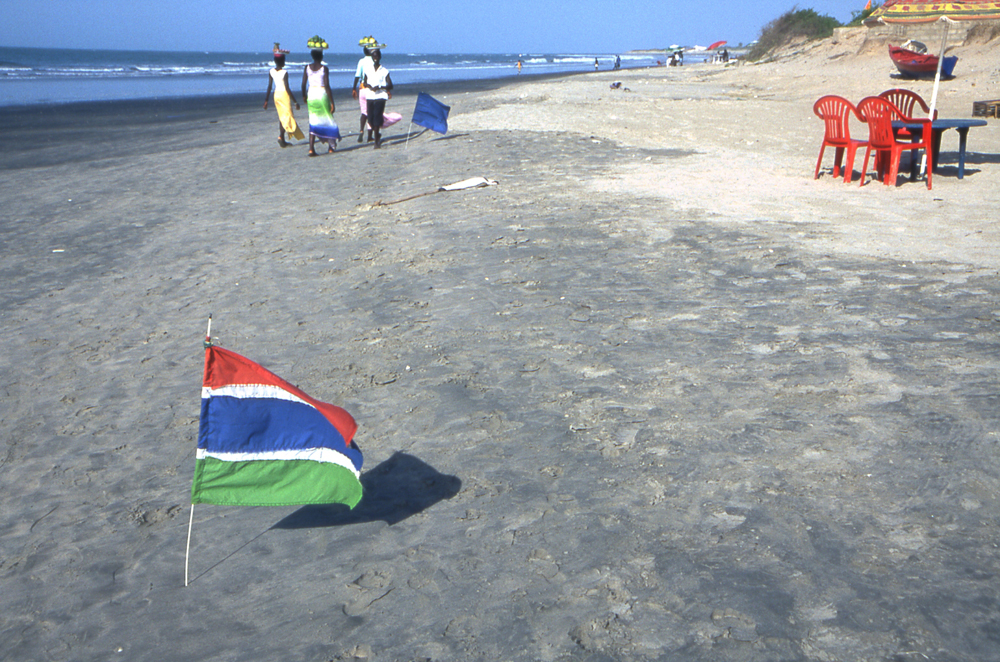
Gambiaanse vlag op het strand aan de Atlantische Oceaan